# Dratex
Dratex war ein in der DDR hergestelltes und vertriebenes Pflanzenschutzmittel.
Insbesondere das Saatgut von Getreide, Hülsenfrüchten, Mais und Rüben wurde durch die Einpuderung mit Dratex vor dem Fraß von Drahtwürmern und anderen Insekten geschützt. Das Insektizid wirkte sowohl als Atem-, Fraß- und Kontaktgift. Hergestellt wurde Dratex vom VEB Elektrochemisches Kombinat Bitterfeld. Als Wirkstoff diente das zwischenzeitlich wegen seiner schädlichen Umweltwirkungen verbotene Lindan.

## Anwendung
Für die Anwendung war vorgeschrieben, dass auf 100 Kilogramm Getreidesaatgut nach der Beizung kurz vor der Aussaat 100 Gramm Dratex gegeben und gut vermischt werden. Für die Vermischung wurde die Nutzung einer Beiztrommel empfohlen, wobei die Behandlung nicht mehr als drei Minuten dauern sollte, da andernfalls ein Abrieb des Beizmittels zu befürchten war. Von einer gleichzeitigen Beizung und Dratexanwendung in einem Arbeitsschritt wurde abgeraten.
Die Lagerung des in Dosen zu 100 und 1000 Gramm oder Papiersäcken zu fünf Kilogramm abgegebenen Dratex sollte kühl und trocken erfolgen. Der Hersteller gab an, dass bei sachgemäßer Anwendung Dratex für Mensch und Haustiere unschädlich sei und auch eine Beeinträchtigung des Geschmacks der späteren Ernte nicht erfolge. Angesichts des Wirkstoffes Lindan ist die Unbedenklichkeit von Dratex jedoch in Frage zu stellen.